# NTT北海道硬式野球部
NTT北海道硬式野球部（エヌティーティーほっかいどうこうしきやきゅうぶ）は、北海道札幌市に本拠地を置き、日本野球連盟に加盟していた社会人野球のクラブチームである。2006年に解散した。

## 概要
1956年、日本電信電話公社の北海道支社の硬式野球部『電電北海道』として創部。
1971年に都市対抗野球に、1984年に日本選手権にそれぞれ初出場している。
1985年、電電公社の民営化に伴い、チーム名を『NTT北海道』に改称した。
1999年、NTTグループの再編に伴ってNTTの企業保有チームはNTT東日本とNTT西日本の2チームのみになり、同年1月にグループ内の各野球部はどちらかに統廃合される事が決まった。これに伴い、チームは同年の都市対抗野球で敗退した後、登録種別を企業チームからクラブチームに変更し、チーム名を『NTT北海道硬式野球倶楽部』に改称し活動を続けることになった。
2001年のシーズン終了後、クラブチーム登録のままチーム名を再び『NTT北海道』に改称した。
2004年、都市対抗野球の北海道2次予選でサンワード貿易と相星となったが直接対決で勝利していたため優勝し、クラブチーム化後初となる本戦出場を決めた。これにより、サンワード貿易は連続本戦出場が4年でストップした。
2006年5月、「選手の高齢化によりチーム力を維持できない」という理由で、同年シーズン限りでの活動休止を発表。同年は、都市対抗野球は北海道2次予選で2位と一歩及ばず本戦出場は逃したが、日本選手権は北海道予選決勝のJR北海道戦において9回に大逆転を収め優勝し本戦出場を決めた。本戦では、1回戦を突破したが、2回戦のホンダ熊本戦で敗退し、50年の歴史に幕を下ろした。

## 設立・沿革
- 1956年 - 『電電北海道』として創部。
- 1971年 - 都市対抗野球に初出場（2回戦敗退）。
- 1984年 - 日本選手権に初出場（初戦敗退）。
- 1985年 - 『NTT北海道』に改称。
- 1999年 - シーズン途中に、クラブチームとなり、チーム名を『NTT北海道硬式野球倶楽部』に改称。
- 2002年 - チーム名を『NTT北海道』に再改称。
- 2006年 - 解散。

## 主要大会の出場歴・最高成績
- 都市対抗野球大会：出場16回、8強2回（1977、1992年）
- 社会人野球日本選手権大会：出場7回、8強1回（1990年）
- JABA北海道大会：優勝3回（1972、1973、1986年）
- JABA岡山大会：優勝1回（1987年）

## 主な出身プロ野球選手
- 若松勉（外野手） - 1970年ドラフト3位でヤクルトアトムズに入団
- 村井英司（捕手） - 1973年ドラフト4位で日本ハムファイターズに入団
- 三浦正行（捕手） - 1974年ドラフト6位で大洋ホエールズから指名を受け、翌1975年シーズン終了後に入団
- 鈴木貴久（外野手） - 1984年ドラフト5位で近鉄バファローズに入団
- 島崎毅（投手） - 1991年ドラフト4位で日本ハムファイターズに入団

## 元プロ野球選手の競技者登録
- 田原藤太郎（元：中日ドラゴンズ） - 投手→退団
- 松井猛（元：大毎オリオンズ） - 外野手→退団
- 浅田肇（元：国鉄スワローズ） - 投手（1956年～1962年）→退団